# St. Anna (Schondra)

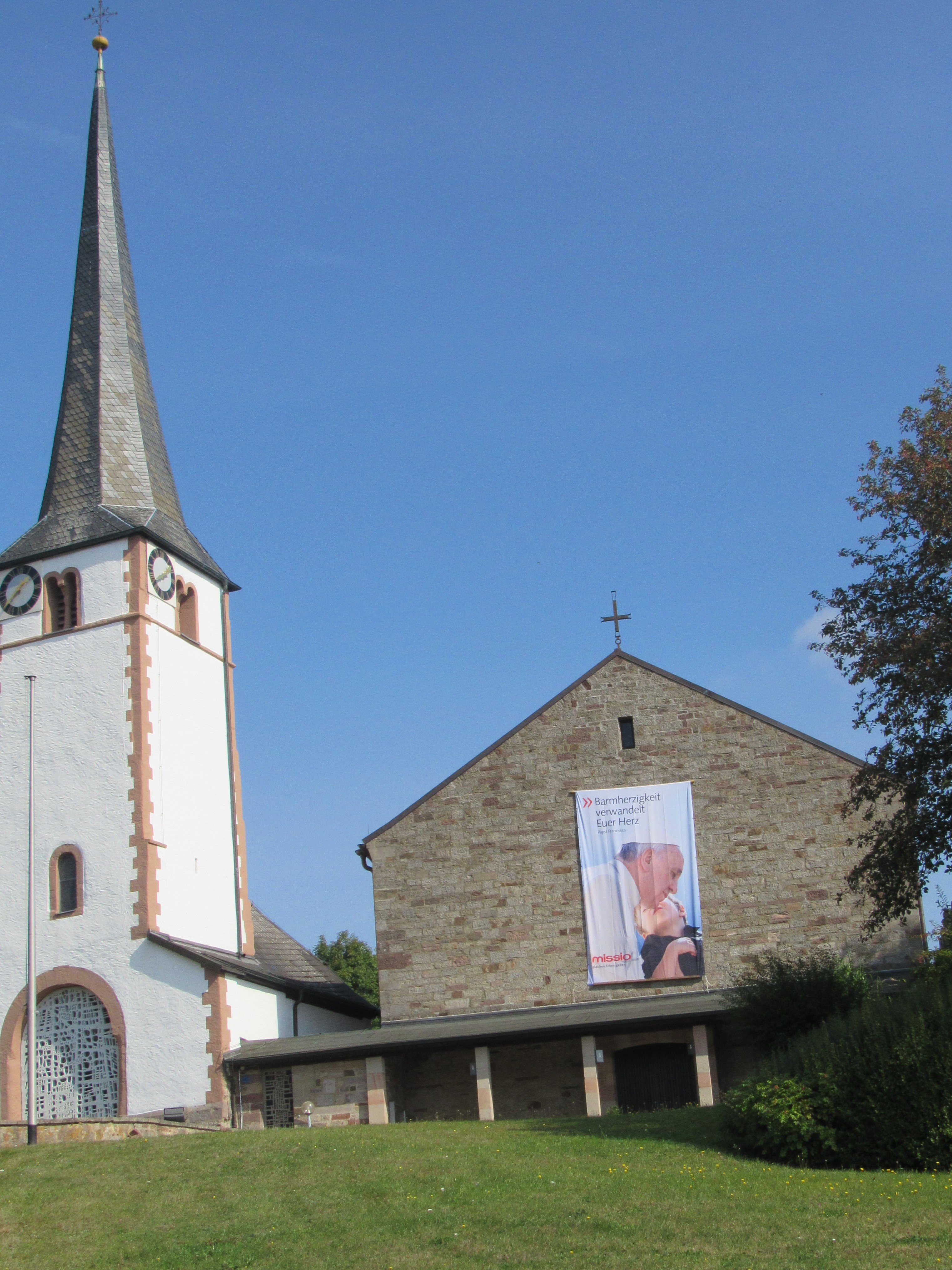
St.-Anna-Kirche Schondra

Die römisch-katholische Kirche St. Anna befindet sich in Schondra, einem Markt im unterfränkischen Landkreis Bad Kissingen, und ist der hl. Anna geweiht.
Die Kirche gehört zu den Baudenkmälern von Schondra und ist unter der Nummer D-6-72-149-2 in der Bayerischen Denkmalliste registriert.

## Geschichte

### Vorgängerbauten
Es gibt mögliche, aber nicht eindeutig gesicherte Hinweise für die Existenz einer Kirche in Schondra im Jahr 813, die möglicherweise um 800 als Holzkirche entstand und um 950 durch ein Kirchengebäude aus Stein ersetzt wurde. Um das Jahr 1250 kam es zu einer Erweiterung des Steinbaus mit Anbau eines wehrhaften Kirchturms.
Der erste gesicherte Beleg stammt aus dem Jahr 1330. Um 1350 wurde die Kirche umgebaut und mit gotischen Elementen ausgestattet. Bis zu einem weiteren Umbau, diesmal mit Ergänzung barocker Elemente, um 1750 musste die Bausubstanz der Kirche nur geringfügig ausgebessert und in Stand gehalten werden. Im Jahr 1727 bezeichnete der Geschichtsschreiber Schannat diese Kirche als die älteste in der Fürstabtei Fulda.
Im Jahr 1899 gab es Planungen, das Langhaus zu erweitern und ein Querschiff anzubauen. Diese Planungen scheiterten am Widerstand der Gemeinde. Ausgehend vom romanischen Kirchturm sollte ein einheitlicher romanischer Kirchenbau entstehen.
1921 wurde elektrisches Licht im Vorgängerbau installiert und dabei die Kirche neu getüncht. Der Maler- und Vergolder Karl Kolb aus Bad Neustadt an der Saale restaurierte Seitenaltäre, Kanzel und Kommunionbank.
Im Jahr 1952 wurde die Errichtung eines größeren Kirchenbaus notwendig. Aus diesem Grund wurde der bisherige Schondraer Kirchenbau abgerissen.

### HeutigeSt.-Anna-Kirche
Die neue Schondraer Kirche wurde unter Leitung des Würzburger Architekten Eugen Altenhöfer, dem Architekten der St.-Josefs-Kirche in Schönderling (Ortsteil von Schondra) errichtet. Der Kirchturm des bisherigen Kirchenbaus wurde in das neue Kirchengebäude miteinbezogen; sein im romanischen Stil gehaltener Untergeschoss wird heute in Kombination mit einem Vorbau als Aussegnungshalle genutzt.
Die Einweihung der St.-Anna-Kirche fand am 15. November 1954 unter dem Würzburger Bischof Julius Döpfner statt. Ein erster Gottesdienst wurde schon zuvor an Weihnachten 1953 
gehalten.
Der Neubau besteht aus einem quadratischen Langhaus mit rechteckigem erhöhtem Chor im Osten.
An der östlichen Chorwand befindet sich ein vom Maler Carl Clobes aus Tückelhausen geschaffenes Bild von Christi Himmelfahrt. Das Langhaus beherbergt links eine auf einer Weltkugel stehende Madonna und rechts eine Skulptur der Kirchenpatronin, der hl. Anna. Weitere Skulpturen zeigen Kaiser Heinrich und den hl. Nepomuk.
Bedingt durch den Zweiten Weltkrieg, mussten im Jahr 1950 zwei der drei Glocken der Kirche durch neue Glocken ersetzt werden.
Die Orgel wurde in den Jahren 1987/88 von der Firma Norbert Krieger installiert.
Im  Jahr 1999 wurden die drei Glocken der Kirche durch zwei weitere, von der Passauer Glockengießerei Perner hergestellte Glocken ergänzt. Die Töne lauten es’ — g’ — as’ — b’ — c”.